# John James Jackson
John James Jackson est un bobeur britannique, né le 11 avril 1977.

## Biographie

### Carrière dans le bobsleigh
Il commence le bobsleigh à l'âge de 28 ans. Il performe dans la discipline rapidement, se classant notamment neuvième des Championnats du monde 2007 en bob à quatre.
Aux Championnats du monde 2013, il arrive cinquième du bob à quatre.
Aux Championnats d'Europe 2014, il obtient la médaille d'argent au bob à quatre. Ensuite aux Jeux olympiques de Sotchi, il prend la cinquième place du bob à quatre.

### Carrière militaire
En 2010, alors caporal dans la Royal Navy, il est appelé en tant que réserviste pour aller au combat en Afghanistan. Sa compagne Paula Walker est aussi part des Forces armées britanniques.

## Palmarès

### Jeux Olympiques
- : médaillé de bronze en bob à quatre aux Jeux olympiques d'hiver de 2014 à Sotchi  Russie à la suite de la disqualification des équipes russes.

### Coupe du monde
- 1 podium : 
  - bob à 2 : 1 deuxième place.